# Port lotniczy Bouca
Port lotniczy Bouca – krajowy port lotniczy zlokalizowany w Bouca, w Republice Środkowoafrykańskiej.